# Jens Clausen Wille
Jens Clausen Wille (1750, Christianshavn, Kodaň – 27. března 1820, Altona) byl dánský obchodník a královský inspektor.

## Životopis
Jens Clausen Wille se narodil v Christianshavnu roku 1750 a pokřtěn byl 5. prosince téhož roku. Byl synem Clause Nicolaisena Willeho a Anne Jensdatterové. V roce 1781 byl grónským obchodním korespondentem a v letech 1786 až 1790 inspektorem v Severním Grónsku, kde vystřídal Johana Friedricha Schwabeho. V roce 1806 byl ředitelem rybářského a obchodního institutu v Altoně. V roce 1816 byl jmenován generálním válečným komisařem.
V roce 1786 se v Kodani oženil se Sophií Hedevig Lundovou (1763–1812). Manželé měli syna Jonase Jeremiase Willeho, který se narodil v Qeqertarsuaqu téhož roku.
Do dánštiny přeložil také komedii Friedricha Ludwiga Schrödera Die vier Vormünder (De fire formyndere) a Die Brandschatzung (Brandskatten) Augusta von Kotzebue.